# 44 Bootis
44 Bootis (kurz 44 Boo) oder i Bootis (kurz i Boo, nicht zu verwechseln mit ι Bootis) ist ein Dreifachsternsystem im Sternbild Bärenhüter. 44 Bootis liegt 42 Lichtjahre von der Sonne entfernt und erscheint als Stern 5. Größenklasse am Nachthimmel. Das System beherbergt einen bedeckungsveränderlichen Stern vom Typ W Ursae Majoris.

## Sternsystem
44 Boo ist zunächst ein visueller Doppelstern mit einer Umlaufzeit von 210 Jahren. Die Winkeldistanz zwischen dem Hauptstern 44 Boo A (V = 5,1 mag) und seinem veränderlichen Begleiter 44 Boo B (V = 5,8 – 6,4 mag)  beträgt 0,3″ (Ep. 2019). Der Begleiter ist seinerseits ein spektroskopischer und photometrischer Doppelstern – bestehend aus 44 Boo B und 44 Boo C – mit einer sehr kurzen Umlaufzeit von 0,2678 Tagen (6,43 Stunden). 44 Boo B und C bilden ein Kontaktsystem, d. h. ein enges wechselwirkendes Doppelsternsystem, dessen Komponenten in Oberflächenkontakt stehen. Mit 42 Lichtjahren Entfernung handelt es sich um das sonnennächste Kontaktsystem.
Die Doppelsternnatur von 44 Boo wurde 1781 von Wilhelm Herschel entdeckt. Der niederländisch-US-amerikanische Astronom Jan Schilt identifizierte 1926 den Begleiter als W-Ursae-Majoris-Stern.

## Eigenschaften der Komponenten
44 Boo A ist ein sonnenähnlicher Stern vom Spektraltyp G1 mit einer effektiven Temperatur von rund 5900 K. Seine Masse beträgt 1,04 ± 0,02 M⊙.
Der Begleiter 44 Boo B, ein W-Ursae-Majoris-Stern der Unterklasse W, besteht aus den Komponenten 44 Boo B (0,98 ± 0,04 M⊙, 0,87 ± 0,02 R⊙) und 44 Boo C (0,55 ± 0,02 M⊙, 0,66 ± 0,01 R⊙). Sie umkreisen sich auf einer kreisförmigen Bahn und stehen dabei in schwachem thermischen Kontakt zueinander. Die Massenangaben sind in der Literatur noch nicht ganz konsistent: Eine Lichtkurven- bzw. spektroskopische Studie ergibt eine Gesamtmasse des Subsystems von 1,53 ± 0,06 M⊙, während die mit dem Keplerschen Gesetz anhand des visuellen Orbits um 44 Boo A berechnete Masse 1,28 ± 0,02 M⊙ beträgt. Während des 6,43-stündigen Umlaufs kommt es zu gegenseitigen Bedeckungen, die zu Helligkeitsabfällen führen. Die Katalogangaben zu den V-Helligkeiten lauten für das ganze System (44 Boo ABC) 4,70 mag (Maximum), 4,86 mag (Hauptminimum) und 4,84 mag (Nebenminimum) und nur für 44 Boo BC 5,80 mag (Maximum), 6,39 mag (Hauptminimum) und 6,29 mag (Nebenminimum).
Das Lichtkurvenprofil kann leicht variieren, was als Folge von Sternflecken interpretiert wird. Langzeitbeobachtungen haben kleine Periodenänderungen über den Zeitraum von mehreren Jahren von jeweils einigen ppm zur Vorgängerperiode offenbart. Zum einen begründet sich dies durch die Bewegung von 44 Boo A und BC um ihr Baryzentrum, wodurch sich die Lichtlaufzeit von 44 Boo BC zu uns langsam ändert. Zum anderen finden auch tatsächliche, intrinsische Periodenänderungen statt. Diese sind bisher nur unzureichend verstanden, jedoch scheint ein Vorgang wie z. B. Massefluss zwischen den Komponenten bei einem Kontaktsystem wie hier als Ursache naheliegend.
Wie alle W-Ursae-Majoris-Sterne ist auch 44 Boo BC eine Röntgenquelle und zeigt ausgeprägte atmosphärische und magnetische Aktivitäten. Mit dem Chandra-Röntgenteleskop wurde eine aktive Region an einer Polregion von 44 Boo B (dem schwereren Stern des Subsystems) nachgewiesen, die mindestens die Hälfte der Röntgenstrahlung des Systems erzeugt. Dem allgemeinen Schicksal von W-Ursae-Majoris-Sternen entsprechend werden beide Sterne in einigen hundert Millionen Jahren zu einem Einzelstern verschmelzen.

## Beobachtung
Das visuelle Paar kann während des überwiegenden Umlaufs schon mit Amateurteleskopen aufgelöst werden. Gegenwärtig ist dies aufgrund der kleinen Winkeldistanz aber schwierig. Sie erreicht 2021 mit 0,2″ ihr Minimum, danach steigt sie wieder an. Für Amateure mit kleinen Instrumenten (Öffnung ab 10 cm) ist 44 Boo ab Beginn der 2030er Jahre wieder einfacher trennbar. Für das visuelle System lassen sich aus den Bahnelementen in der Infobox rechts folgende Ephemeriden berechnen (Abstand ρ und Positionswinkel θ von 44 Boo B zu A jeweils für Jahresmitte):
- Epoche 2010,5: ρ = 1,56″, θ = 61°
- Epoche 2015,5: ρ = 0,91″, θ = 69°
- Epoche 2020,5: ρ = 0,24″, θ = 129°
- Epoche 2025,5: ρ = 0,80″, θ = 219°
- Epoche 2030,5: ρ = 1,55″, θ = 228°
- Epoche 2035,5: ρ = 2,22″, θ = 232°
- Epoche 2040,5: ρ = 2,80″, θ = 233°